# Anneliese Kohlmann
Pour les articles homonymes, voir Kohlmann.
Anneliese Kohlmann  (1er mars 1921 - 17 septembre 1977) était une gardienne SS dans les camps de concentration nazis de Neuengamme et de Bergen-Belsen pendant la Seconde Guerre mondiale. Elle a été jugée pour crime de guerre lors du deuxième procès de Belsen en 1945.

## Biographie
Fille de Margret et Georg Kohlmann, chef maçonnique, Kohlmann naît à Hambourg le 1er mars 1921. On en sait peu sur sa jeunesse et son éducation, bien qu'elle ait été élevée selon le rite chrétien. Elle fréquente une école privée jusqu'en 1938 avant de rejoindre le NSDAP le 1er avril 1940.
Contrôleuse de tramway à Hambourg jusqu'en novembre 1944, elle rejoint le 4 novembre les auxiliaires féminines SS au cours duquel elle est nommée Aufseherin au sous-camp de Neugraben du camp de concentration principal de Neuengamme. Elle surveille des travailleurs forcés venant de divers endroits du Nord de l'Allemagne. 
En mars 1945, elle est transférée dans un camp de travail forcé à Hambourg-Tiefstack. Peu après la libération, elle est arrêtée dans le camp Bergen-Belsen après avoir été identifié par ses anciennes victimes des sous-camps de Neugraben et de Tiefstack. Elle tentait de se fondre dans la masse de rescapés en portant des vêtements de prisonniers. Détenue dans la prison de Celle jusqu'à son procès, Kohlmann est accusée de mauvais traitements et tortures sur les détenus. Sa principale tâche consistait à enterrer les victimes des chambres à gaz. Elle est reconnue coupable d'avoir fouetté à plusieurs reprises des détenus, dont des femmes enceintes, jusqu'à ce qu'elles perdent connaissance, condamnant au moins une femme à trente coups de fouet pour avoir volé un morceau de pain. En outre, elle abusait sexuellement des jeunes femmes.
Jugé en mai 1946 par tribunal militaire britannique lors du deuxième procès de Belsen, elle est condamnée à seulement deux ans de prison en raison de sa courte carrière dans la SS et en prétendant n'avoir « jamais tué personne ». Après avoir purgé sa peine (réduite de moitié par le temps passé en prison avant le procès), Kohlmann retourne à Hambourg, s'installant à Berlin-Ouest en 1965. Le 17 septembre 1977, Kohlmann meurt à Berlin à l'âge de 56 ans.
L'Aufseherin Kohlmann est l'une des gardes féminines du camp SS de Bergen-Belsen à qui l'on a ordonné d'aider à enterrer les corps des victimes du camp dans une fosse commune. Elle a notamment été photographiée par le photojournaliste George Rodger du magazine Life. Ses photos ont fortement contribué à montrer la réalité des camps de la mort.

## Culture populaire
- Kohlmann est l'un des personnages principaux de la pièce Under the Skin (en) du dramaturge israélien Yonatan Calderon. La pièce dépeint une histoire d'amour entre une gardienne nazie lesbienne (Kohlmann) et l'une de ses prisonnières juives.